# 洛杉磯郡藝術博物館
洛杉磯郡藝術博物館（Los Angeles County Museum of Art）位于美国洛杉矶威尔希尔大道，毗邻乔治·C·佩奇博物馆和拉布雷亚沥青坑，是美国西部最大的艺术博物馆，每年吸引游客100多万人。

## 歷史沿革

### 早期年代
洛杉磯郡藝術博物館於1961年成立。
鑑於保羅·蓋蒂越來越不願意向洛杉磯郡捐贈更多藝術品，愛德華·卡特（Edward W. Carter）幫助協調了 洛杉磯郡藝術博物館的籌款工作。蓋蒂捐贈了一些優秀的藝術品，例如阿爾達比勒地毯和林布蘭的馬丁·魯滕肖像，但後來意識到這些藝術品在該郡老化的多功能博物館中遭受陳舊且雜亂的展示，於是選擇在自宅旁邊建立私人藝術博物館。
老霍華德·阿曼森（Howard F. Ahmanson, Sr.）、安娜·賓·阿諾德（Anna Bing Arnold）和巴特·利頓（Bart Lytton）是洛杉磯郡藝術博物館的首批主要贊助人。阿曼森率先捐贈了200萬美元，使博物館董事會相信可以籌集足夠的資金來建立新博物館。 
1965年，博物館作為一個獨立的、以藝術為中心的機構搬到威爾希爾大道，是繼國家美術館之後美國新建的最大博物館。

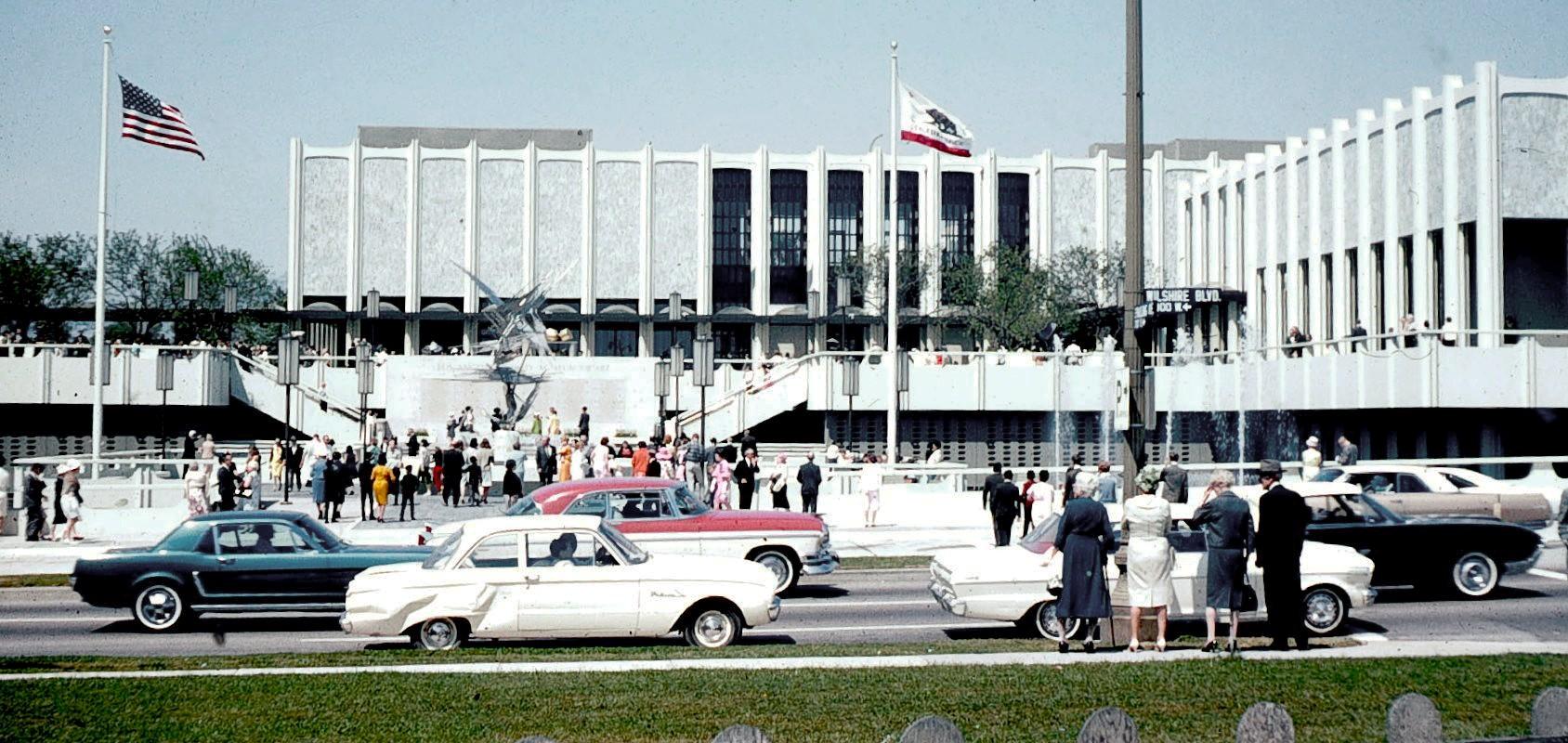
1965年的威爾希爾大道和藝術博物館。

### 1980年代
在1980年代的繁榮時期，大量資金湧入洛杉磯郡藝術博物館。根據報道，在館長厄爾·鮑威爾（Earl Powell）任職期間，私人捐款達到2億900萬美元。為了容納不斷增長的現代和當代藝術藏品，並提供更多的展覽空間，博物館聘請了Hardy Holzman Pfeiffer Associates建築公司來設計羅伯特·O·安德森大樓（Robert O. Anderson Building），耗資3530萬美元、115,000 平方英尺。在影響深遠的擴建中，博物館參觀者從此通過新屋頂中央庭院進入館內，該中央庭院佔地近一英畝，由博物館的四棟建築所包圍。
博物館中日本藝術館由特立獨行的建築師布魯斯·高芙（Bruce Goff）設計，於1988年開放，羅丹青銅雕塑花園也是如此。
1999年，漢考克公園改善項目完成，洛杉磯郡藝術博物館毗鄰公園落成並舉行了免費的公眾慶祝活動。這項耗資1000 萬美元的翻修工程用野餐設施、人行道、拉布雷亞焦油坑觀景台以及藝術家賈姬·費拉拉（Jackie Ferrara）設計的150個座位的紅色花崗岩圓形劇場取代了枯死的樹木和裸露的土地。
1994年，洛杉磯郡藝術博物館購買了毗鄰的前May Company百貨商店大樓，它是阿爾伯特·C. 馬丁（Albert C. Martin Sr.）設計的流線型現代建築。

## 精選畫作

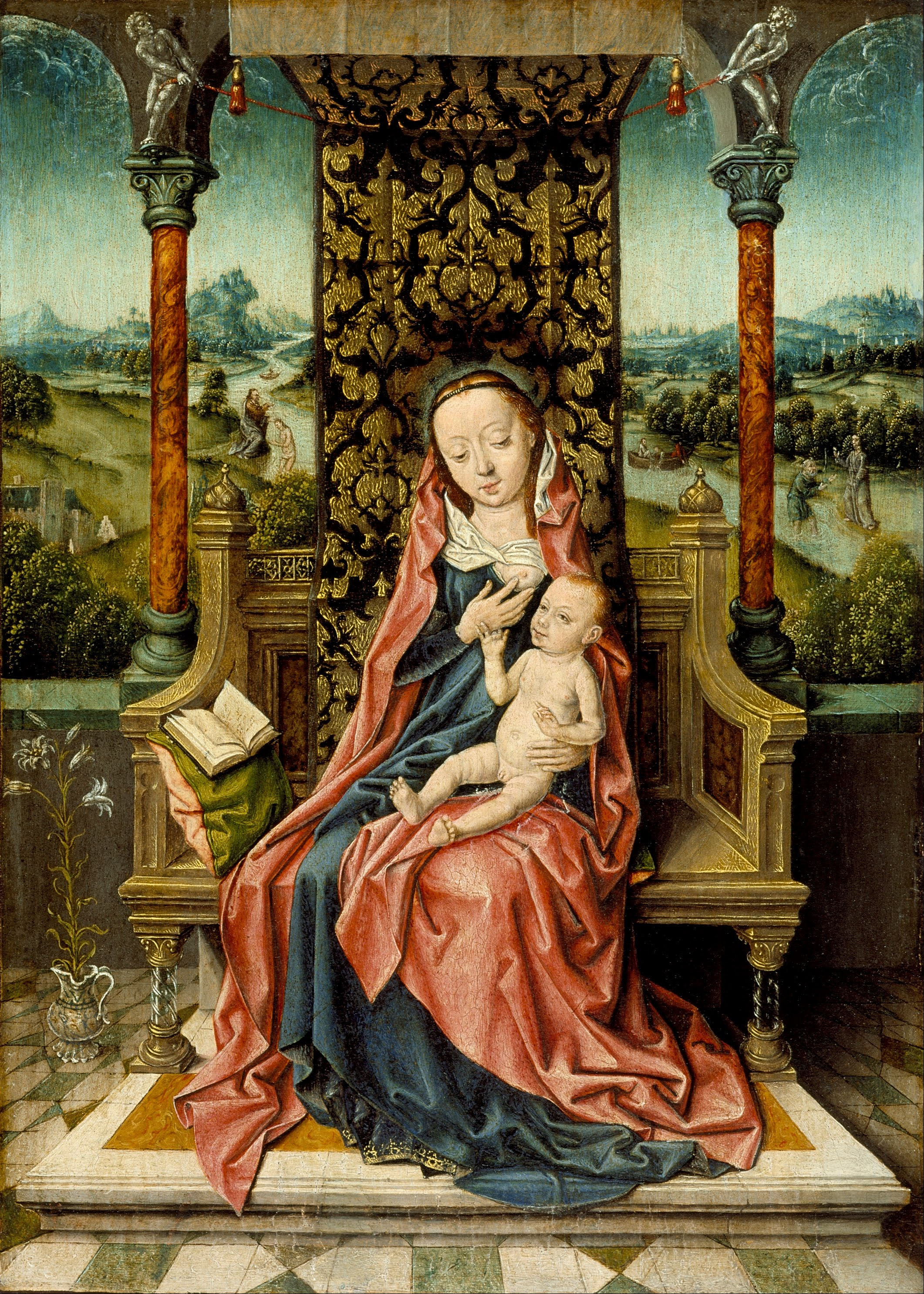
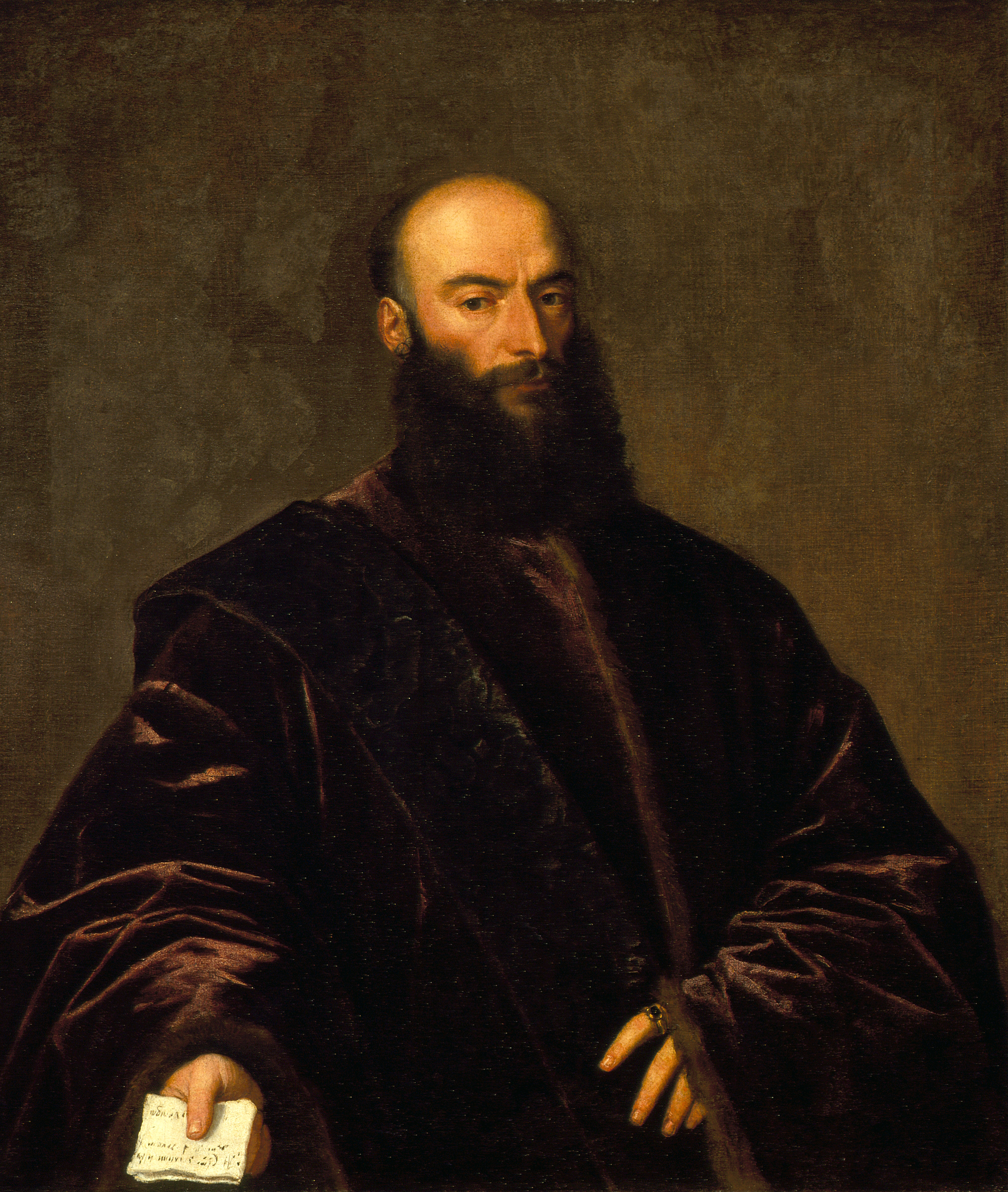
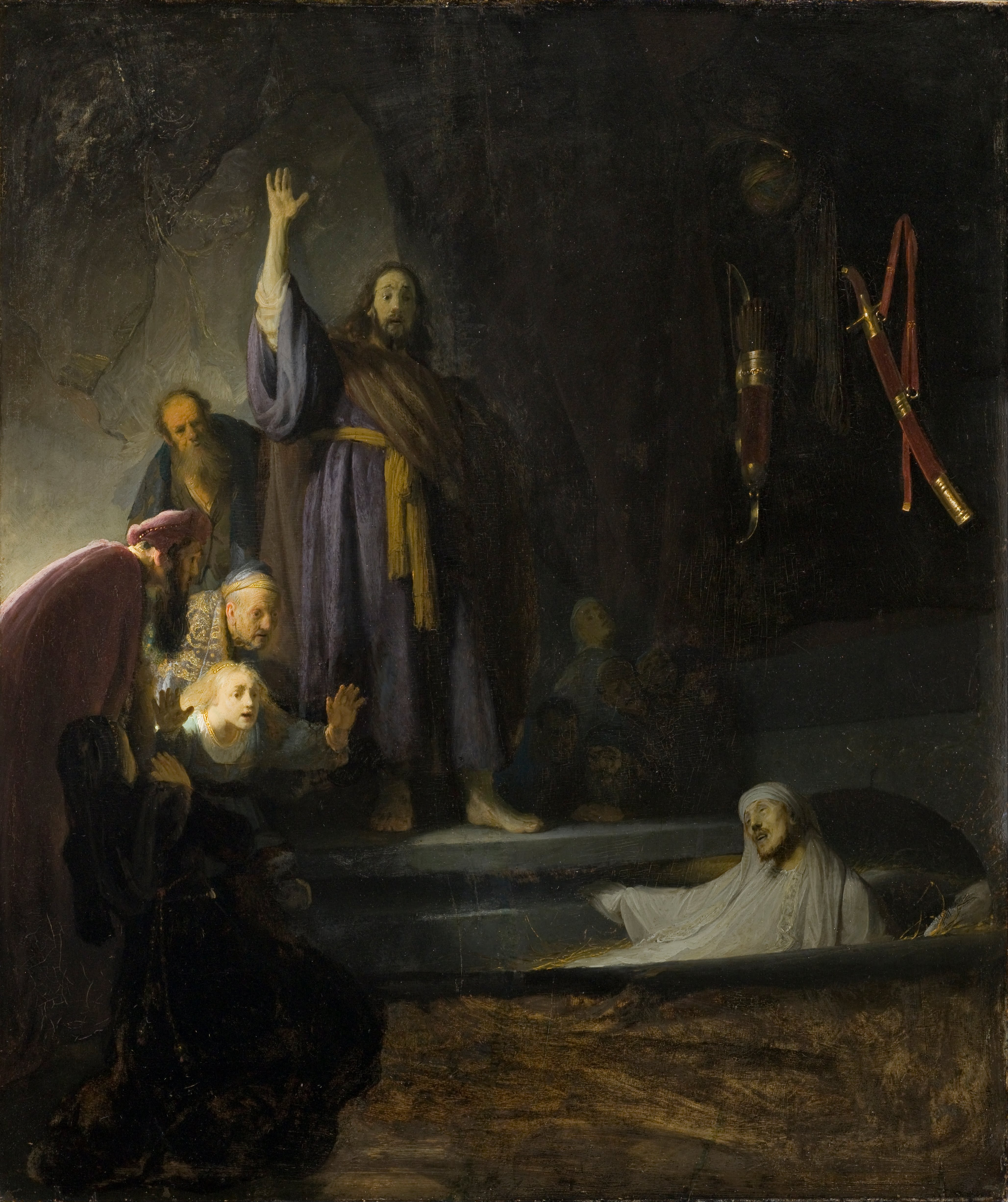
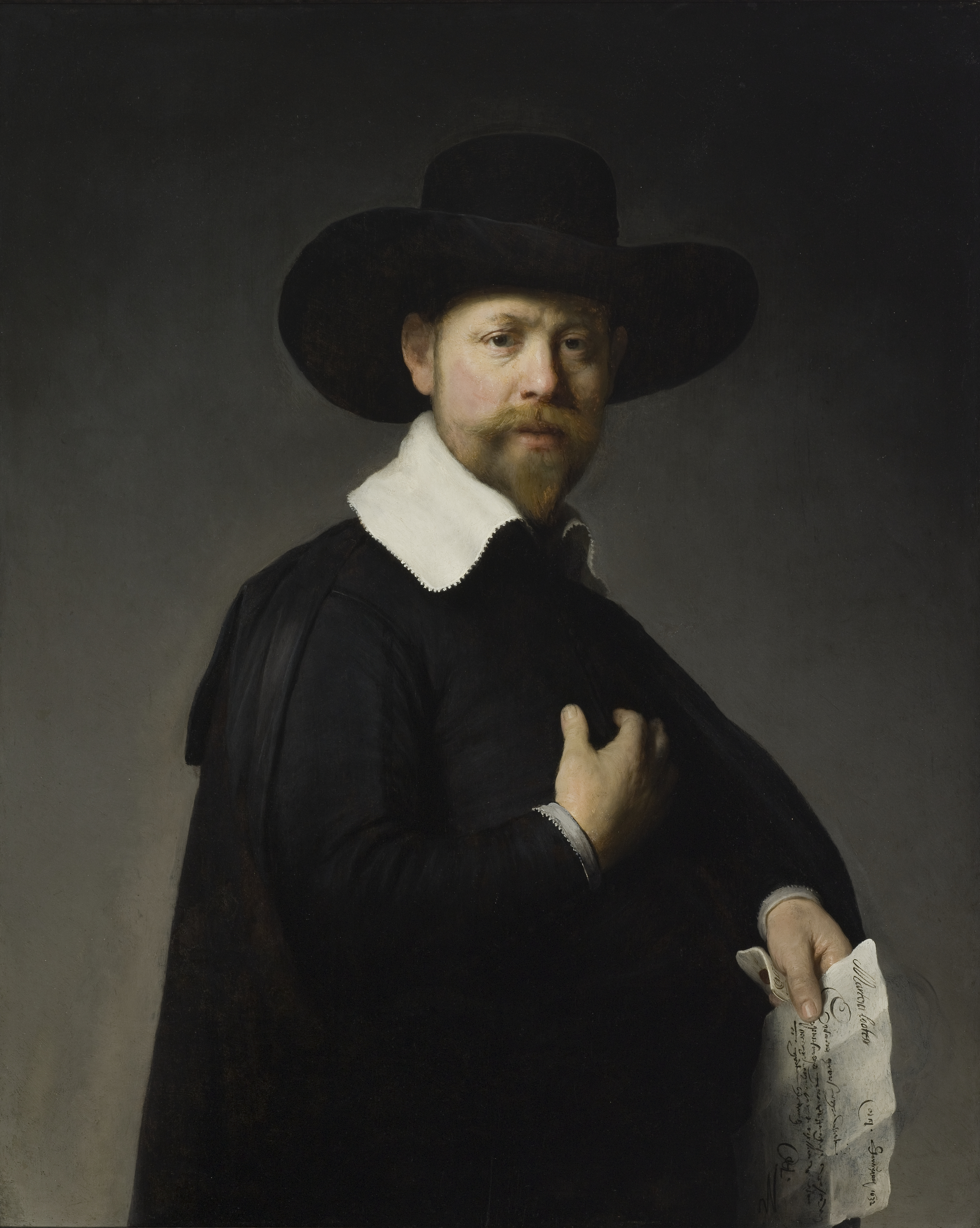
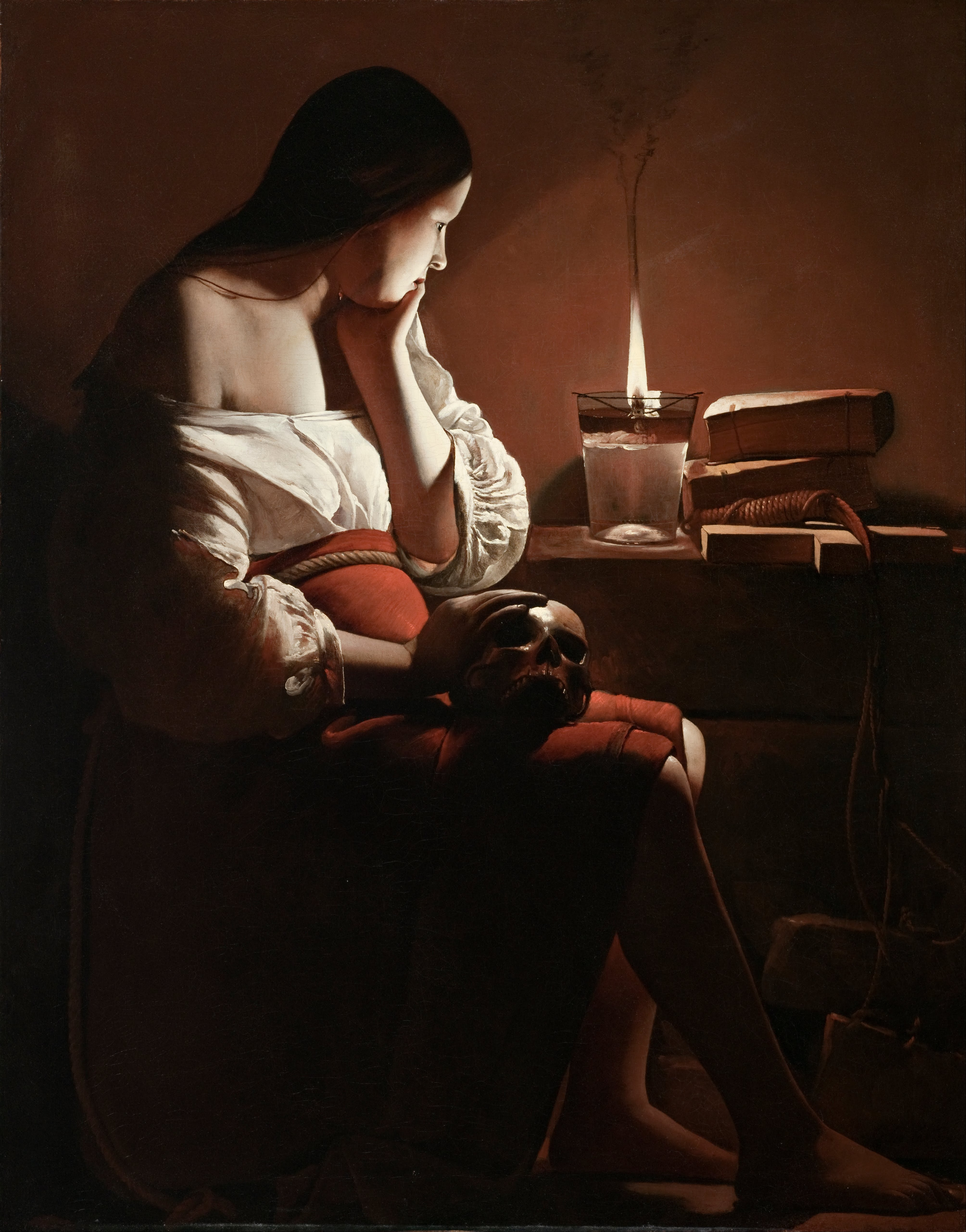
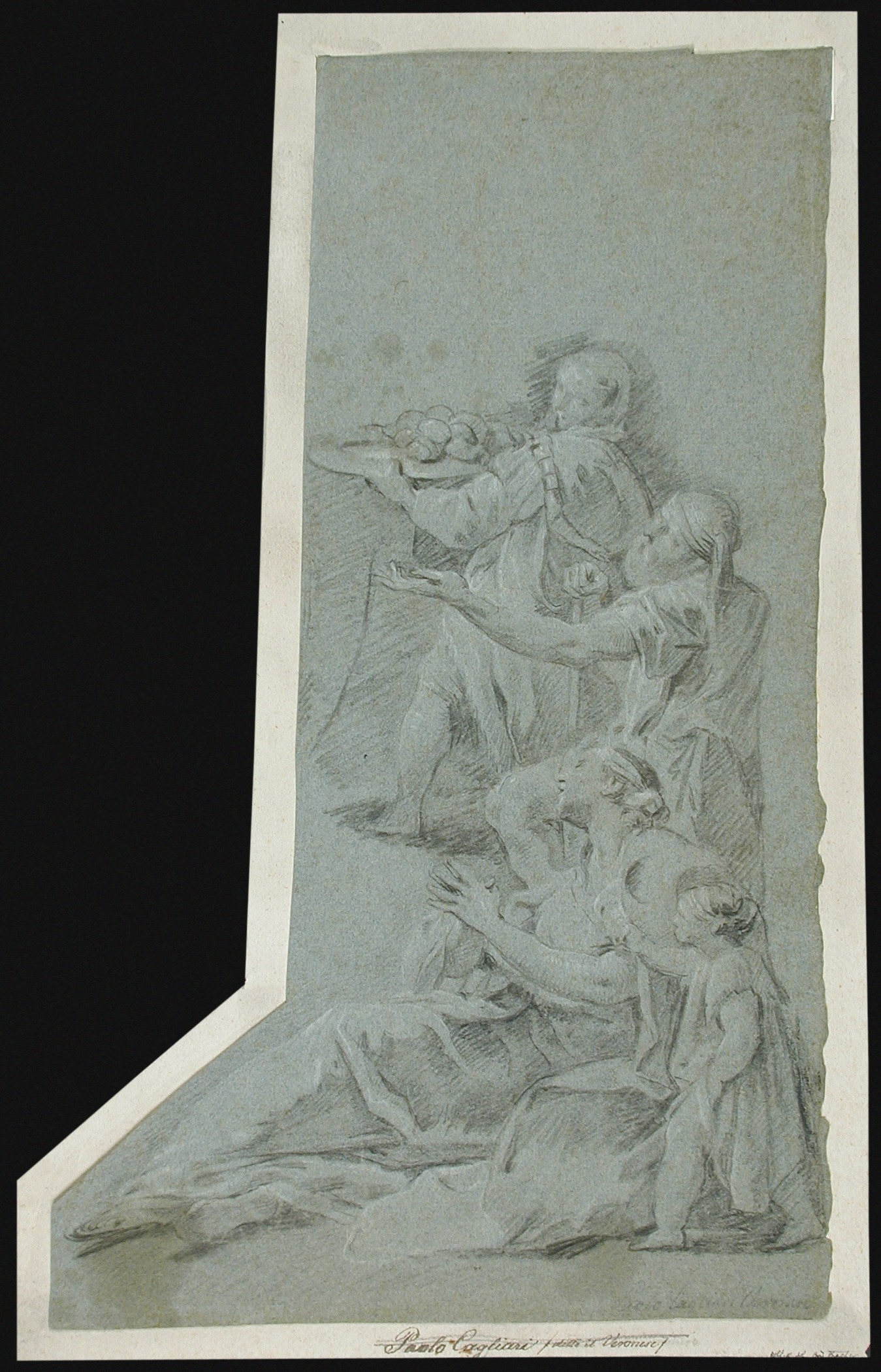
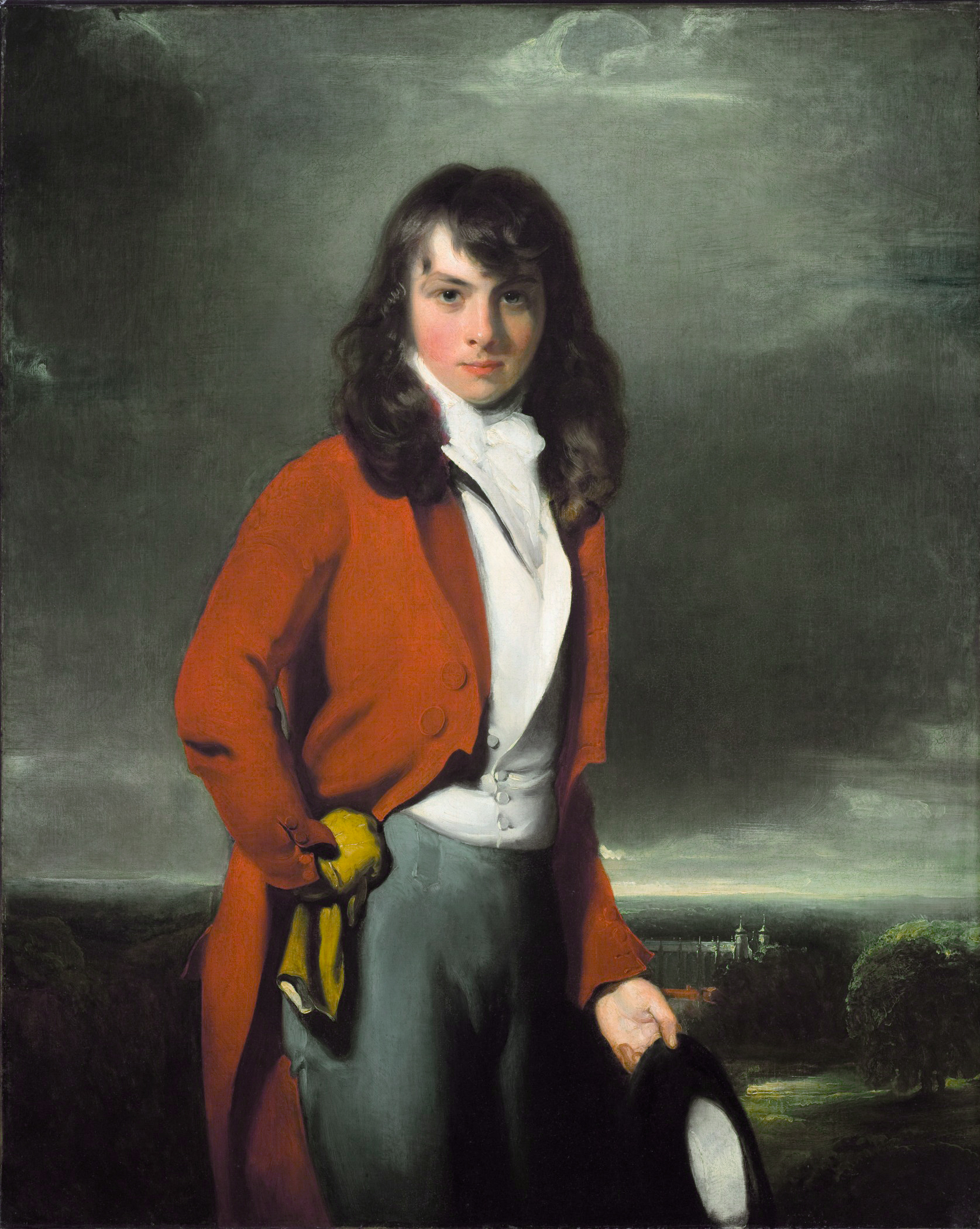
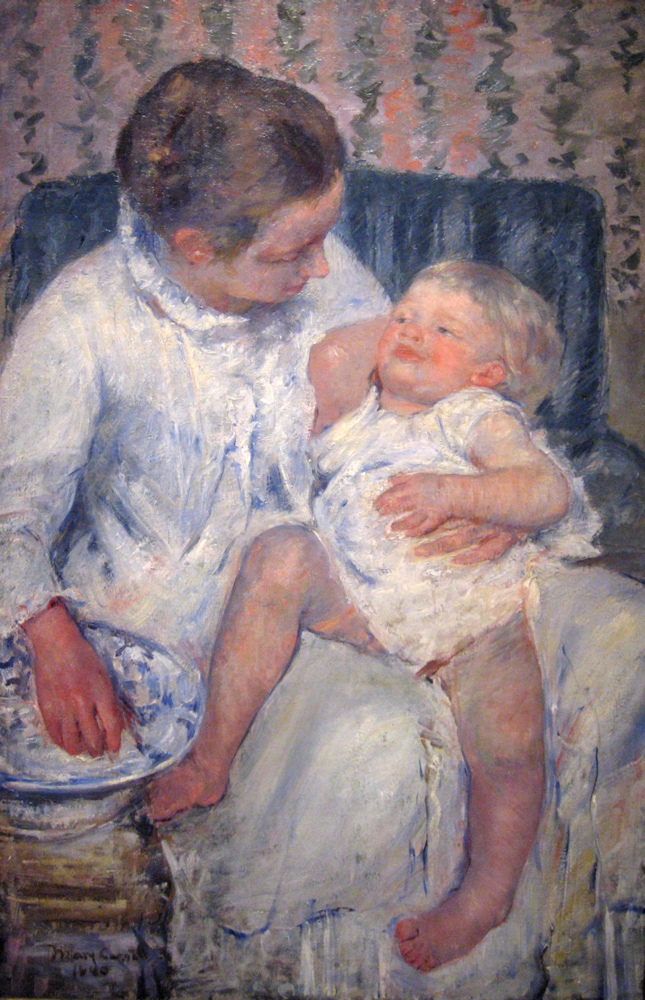
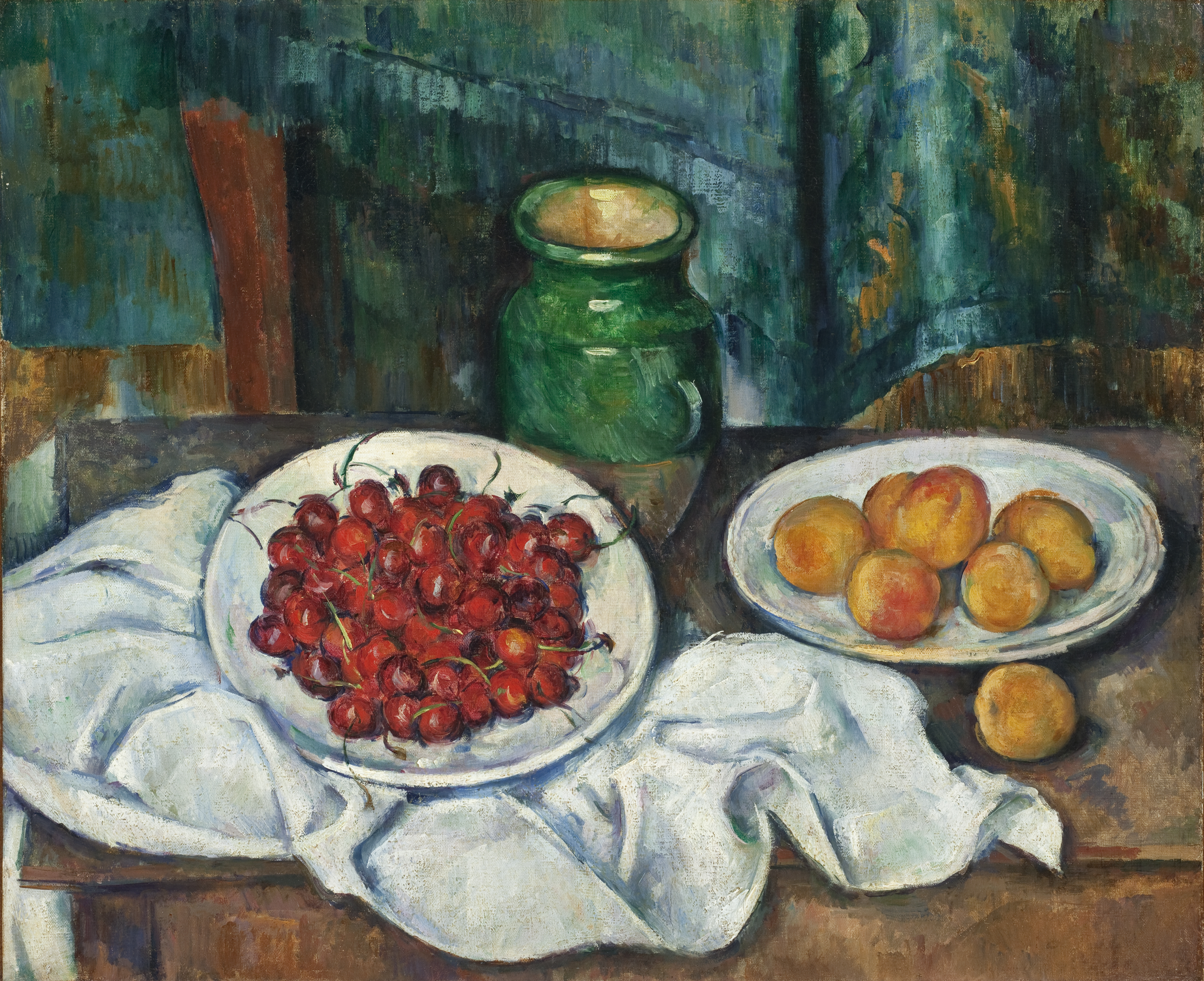
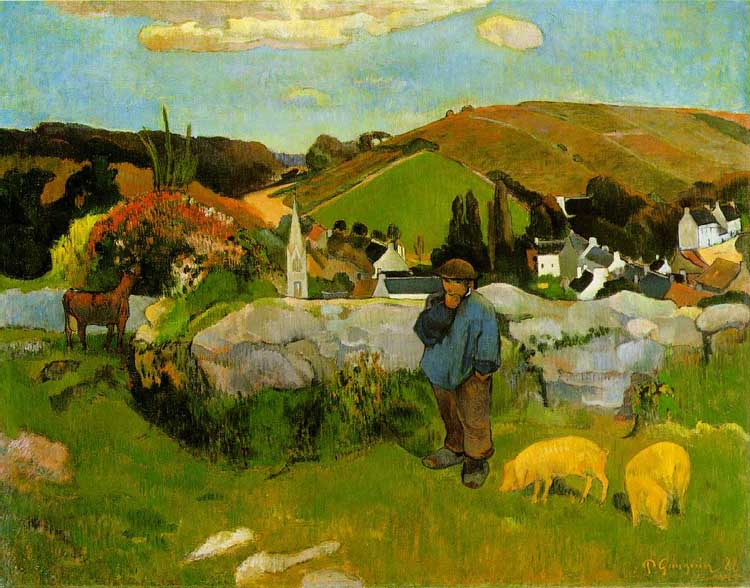
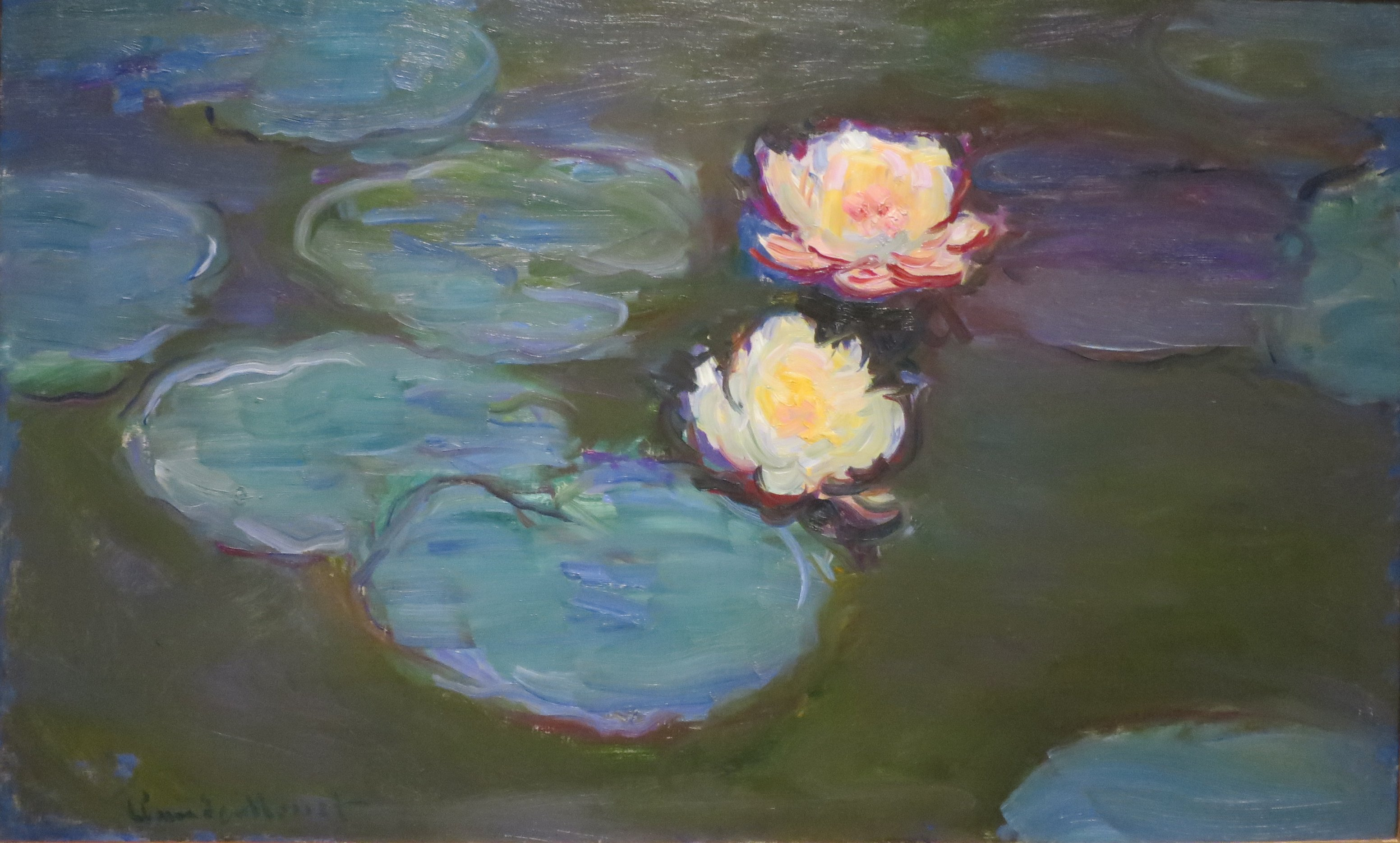
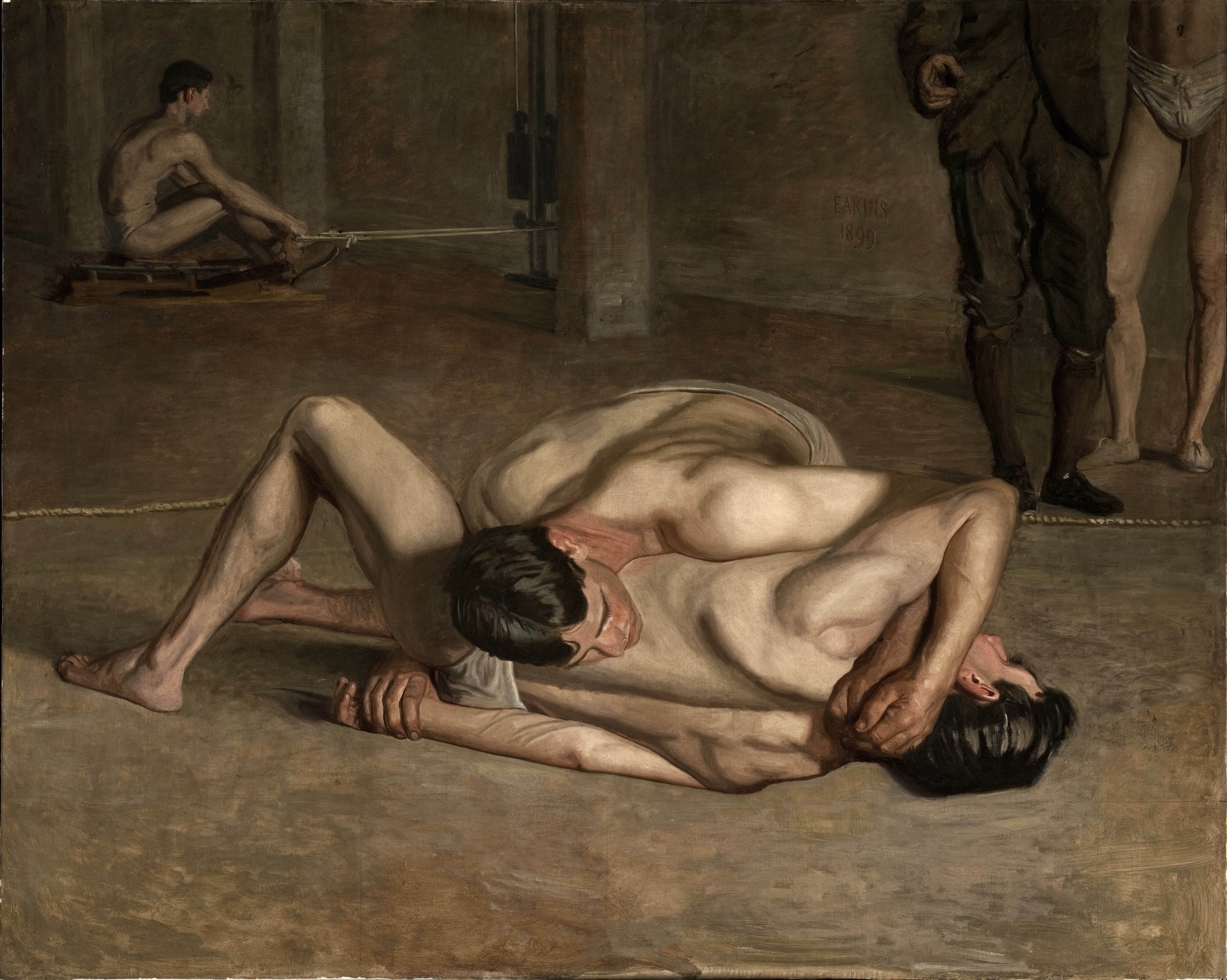
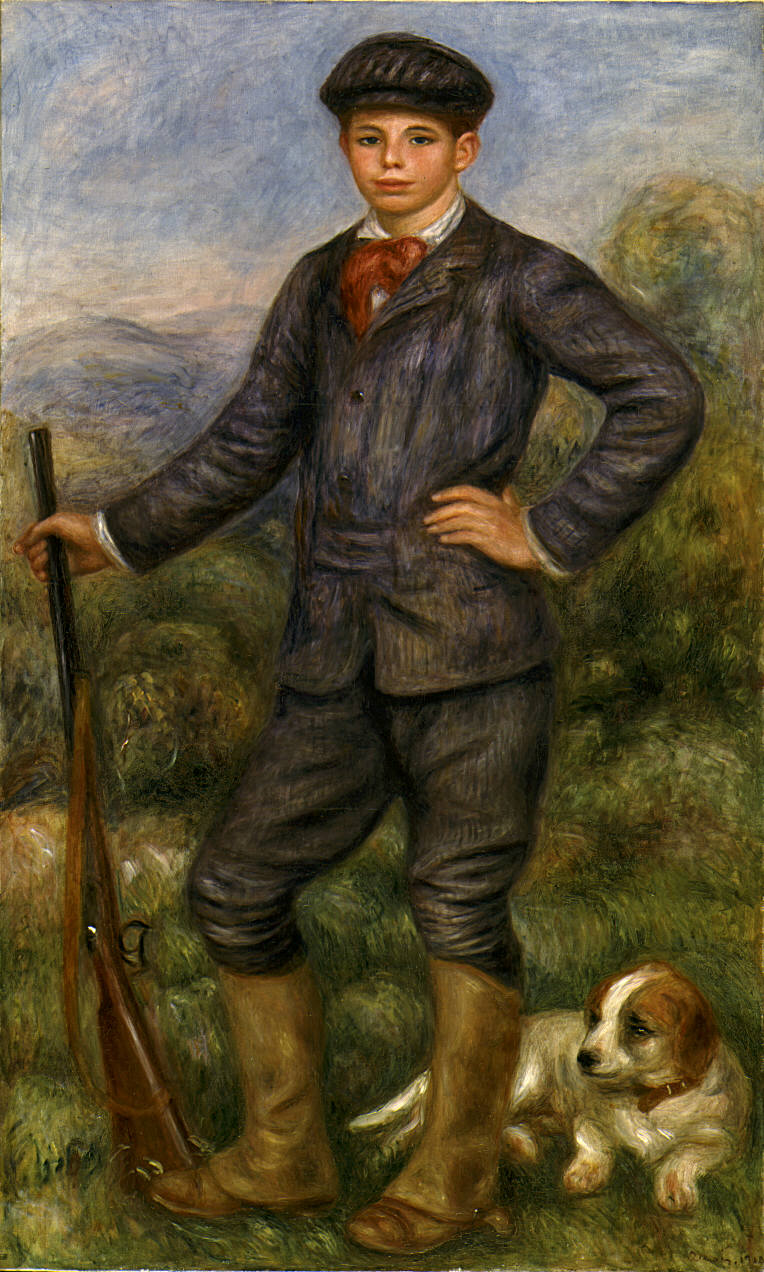
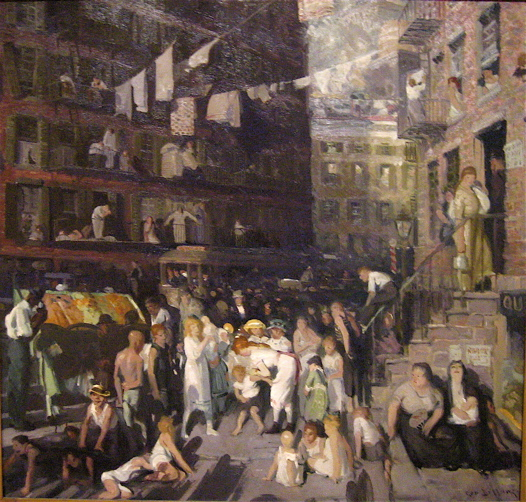
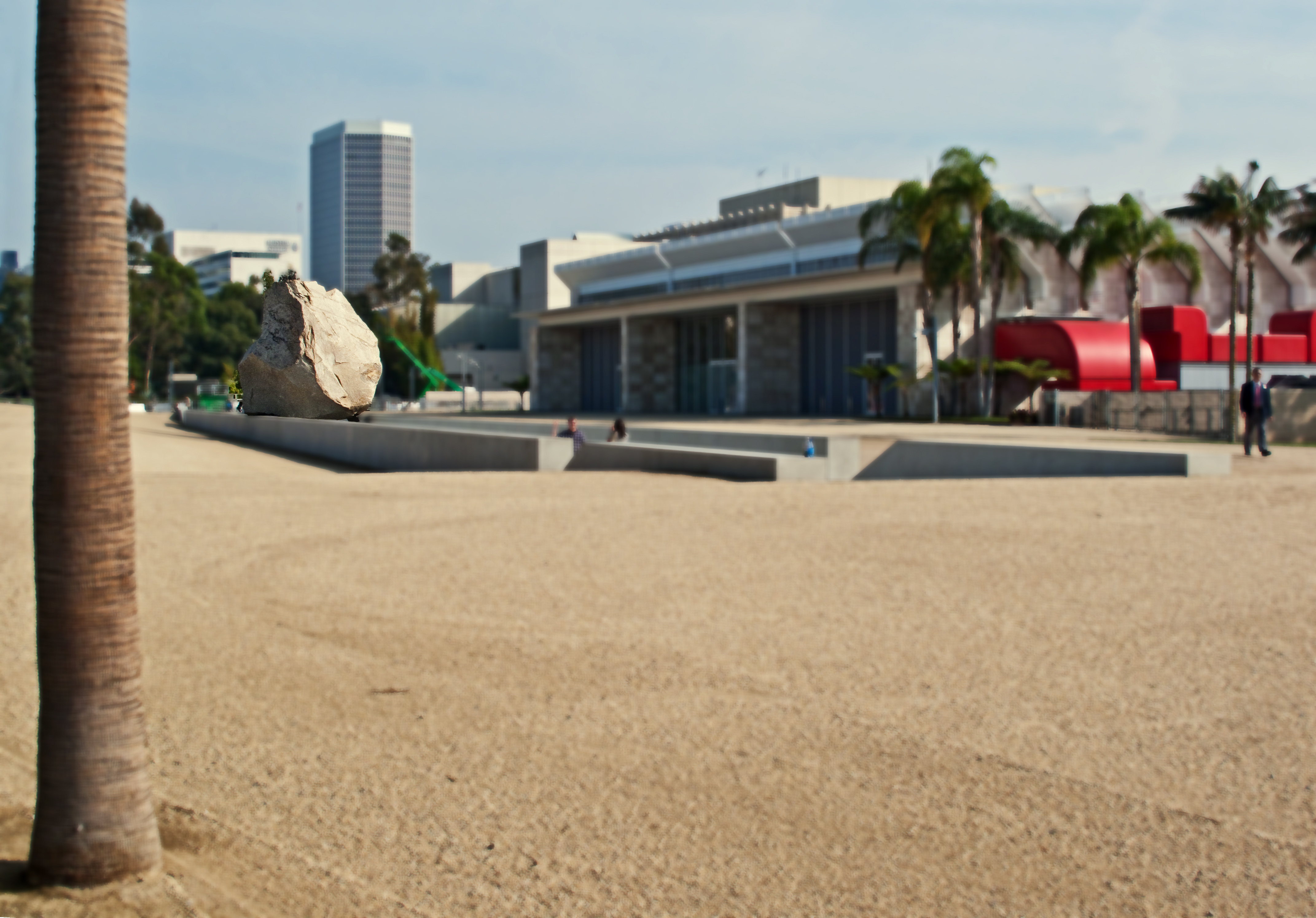

## 外部連接
- 官方网站
- LACMA's permanent collection （页面存档备份，存于）: Access to more than 80,000 works of art from the museum's permanent collection. Via this website, the museum also enables users to download and use, without any restrictions, high quality images of nearly 20,000 works of art they deem to be in the public domain.